# 청송사과축제
청송사과축제는 경상북도 청송군에서 개최하는 지역 축전이다.

## 역대 축전
2004 청송사과축제
- 일시 : 2004-10-20~10-22
- 주최 : 청송군
- 장소 : 농업기술센터 포장 외
- 주관 : 청송사과축제추진위원회

2005 청송문화사과축제
- 일시 : 2005-10-19~10-23
- 주최 : 청송군
- 장소 : 청송읍 용전천, 농업기술센터 부동면 일원, 청송야송미술관
- 주관 : 청송사과축제추진위원회

2006 청송사과축제
- 일시 : 2006-10-20~10-22
- 주최 : 청송사과축제추진위원회
- 장소 : 행사장(청송민속박물관 인근)
- 주관 : 청송사과축제추진위원회

2007 청송사과축제
- 일시 : 2007-10-26~10-28
- 주최 : 청송군
- 장소 : 사과공원부지(농업기술센터 맞은편)
- 주관 : 청송군축제추진위원회

2008 청송문화사과축제
- 일시 : 2008-10-24~10-26
- 주최 : 청송군
- 장소 : 청송민속박물관 / 사과공원
- 주관 : 청송군축제추진위원회
- 후원 : 경상북도, 청송군의회, 관내기관단체

2009 청송사과축제
2010 청송사과축제
- 일시: 2010년 10월 29일 ~ 10월 31일
- 주최: 청송군
- 장소: 청송사과공원, 민속박물관
- 주관: 청송군축제추진위원회
- 후원: 청송군의회, 청송경찰서, 청송교육지원청, 농협중앙회청송군지부
- 프로그램: 축하공연, 인형극, 마당극, 사과관련 전시 및 체험 행사, 청송사과 깜짝판매

2011 청송사과축제
- 일시 : 2011년 10월 22일 ~ 10월 30일
- 주최 : 청송군
- 장소 : 청송사과공원 외
- 주관 : 청송사과축제추진위원회

2012 청송사과축제
- 일시: 2012년 11월 9일 ~ 11월 11일
- 주최: 청송군
- 장소: 청송사과공원
- 주관: 청송군축제추진위원회
- 후원: 경상북도, 청송군의회, 청송경찰서, 경상북도청송교육지원청, 농협중앙회청송군지부, (사)청송사과협회

2013 청송사과축제
- 일시: 2013년 11월 8일 ~ 11월 11일
- 주최: 청송군
- 장소: 청송사과공원
- 주관: 청송군축제추진위원회
- 후원: 경상북도, 청송군의회, 청송경찰서, 경상북도청송교육지원청, 농협중앙회청송군지부, (사)청송사과협회, 청송사과유통공사
- 프로그램: 공연, 경연, 체험, 전시, 판매, 연계행사